# Playa de los Genoveses
La playa de los Genoveses es una playa del municipio de Níjar, en la provincia de Almería (Andalucía, España).
Esta playa de San José, a unos 3 km del centro de esta barriada, es una de las más conocidas y apreciadas de la costa de Almería.
Está ubicada en el paraje del Campillo del Genovés, un valle sin apenas construcciones y sin carreteras asfaltadas, que conserva la belleza en su estado más puro. Está reconocida por ser una playa virgen de dunas de arena fina y dorada. Pertenece al Parque natural Marítimo Terrestre de Cabo de Gata-Níjar.
Ha sido frecuente su aparición en las listas de popularidad realizadas en los últimos años por distintos medios, como el que publica anualmente la web de Antena 3, en el que llegó a alcanzar el primer puesto como mejor playa de Andalucía en 2015.

## Historia

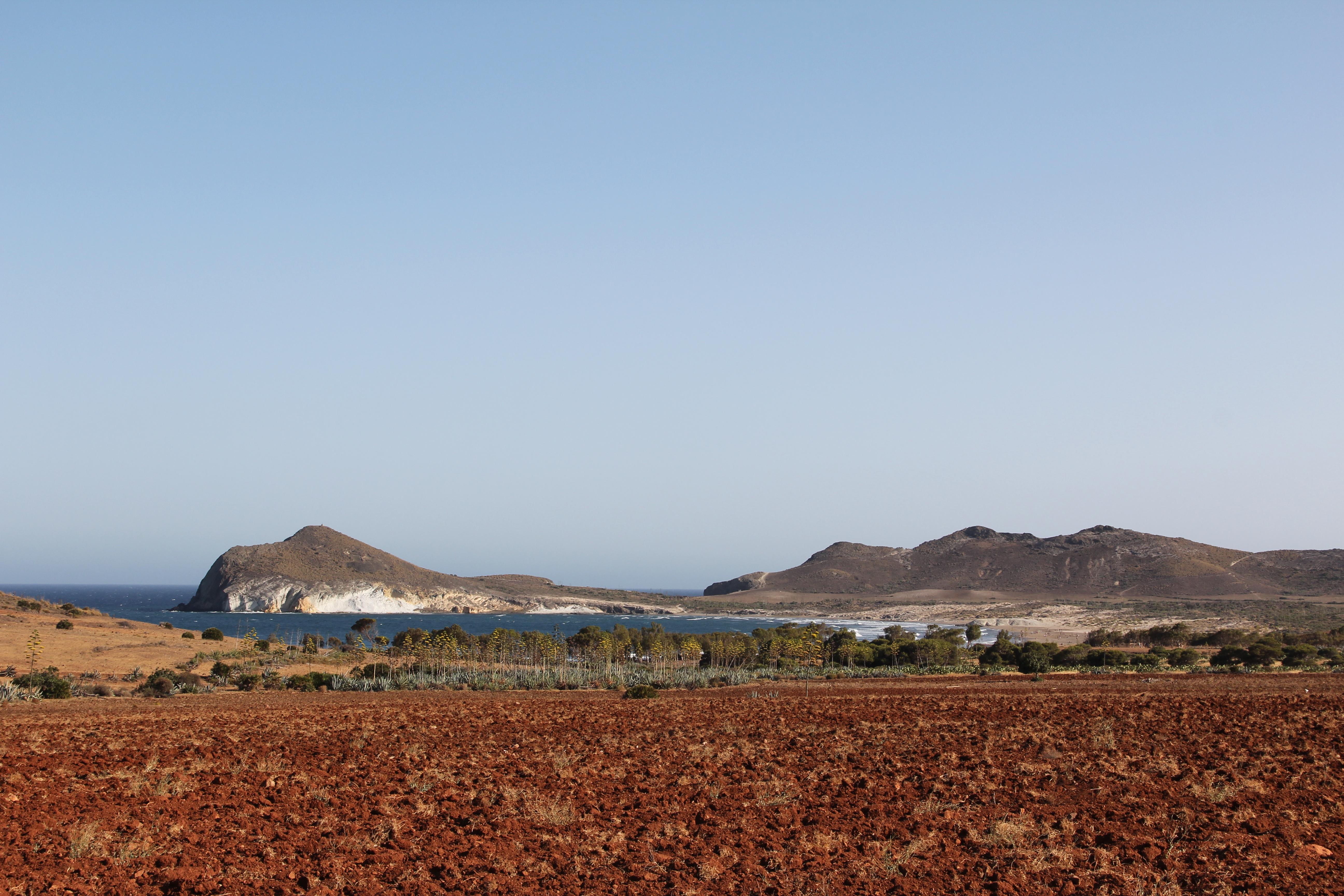
Playa de los Genoveses.

El origen del nombre proviene de la invasión de un ejército de doscientas naves genoveses, combinado cristiano que apoyaba a Alfonso VII liderado por la República de Génova en su lucha contra los musulmanes, que desembarcó en la zona en 1147 en el marco de aquella campaña esperando dos meses hasta que se produjo el ataque. Desde entonces, la bandera de la capital (Almería) es la misma que la del estado genovés.
Más tarde en 1571, se agrupó el ejército de la Armada Española, compuesta de más de trescientos barcos y treinta mil hombres, que próximamente combatirían en La Batalla de Lepanto.

## Cine
En las dunas de esta playa se han rodado numerosas obras de cine y televisión, como The Rat Patrol o El viento y el león, incluso sin irnos muy lejos qué habría sido de Peter O’Toole, que encarnó a Lawrence de Arabia, sin la playa de los Genoveses, además de programas como El Campamento.

## Acceso

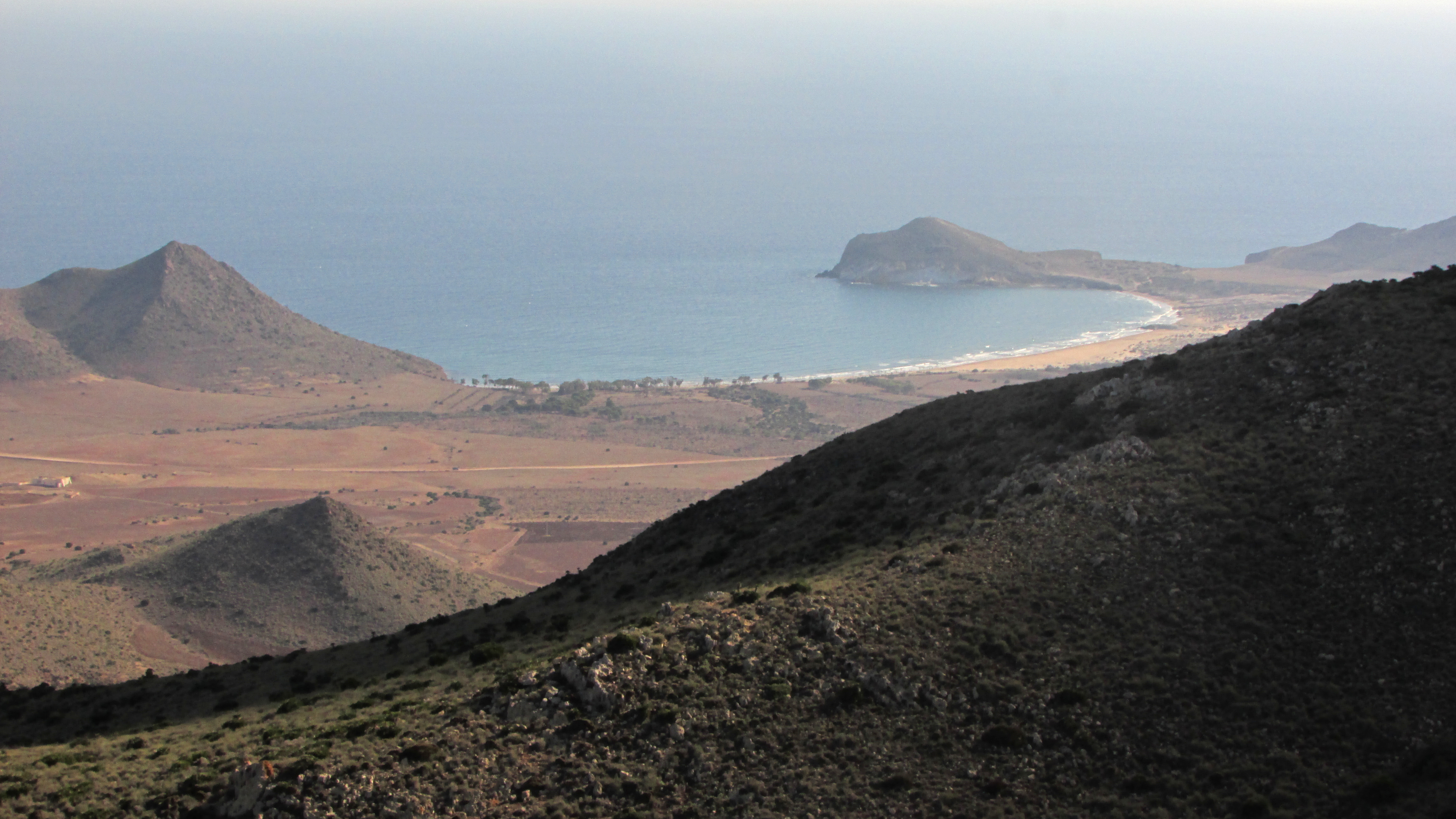
Panorama.

Normalmente para acceder a esta playa y a la ensenada de Mónsul se accede con coche propio o a pie por los senderos de las montañas, pero durante la temporada alta de julio y agosto cuando en estas calas los aparcamientos se colapsan, se cierran unas barreras y se pone en marcha un autobús cada 30 minutos para acceder a estas por el coste de 1,50 € (2,70 € ida y vuelta) o en vehículo propio por 5 €,con posibilidad de pago con tarjeta. En cualquier caso, el acceso para peatones y ciclistas es libre y gratuito. 
El sendero recorre la playa de norte a sur, desde el cerro Ave María hasta el Morrón de los Genoveses, dos cimas accesibles desde donde pueden contemplarse hermosas vistas de la costa.

## Flora

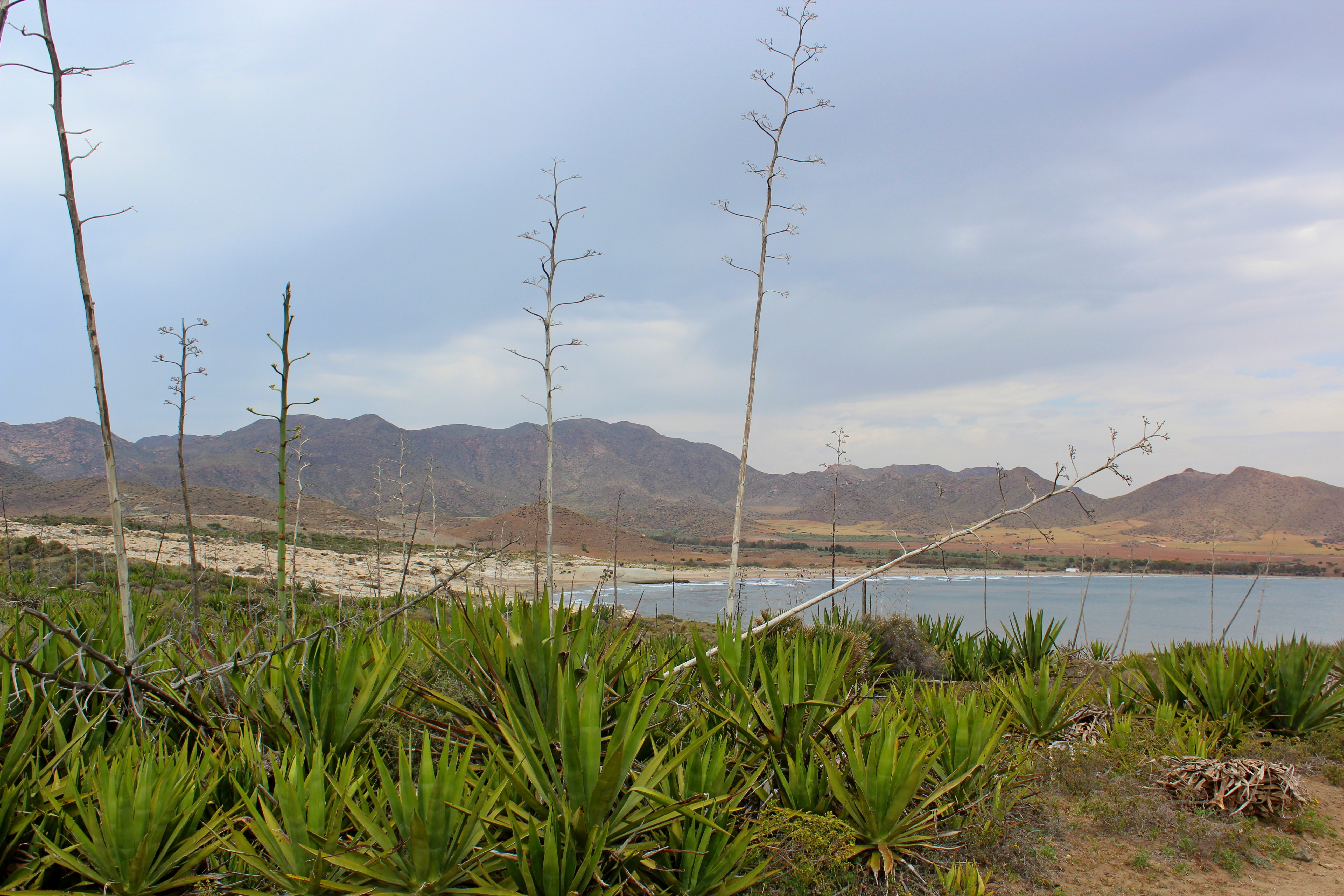
Pitas.

En las pequeñas dunas crece vegetación típica del parque, como son chumberas y pitas o agaves de alto pitaco. En la parte norte de la playa hay un pequeño bosquecillo donde refugiarse del sol veraniego. En las dunas también destaca una vegetación típica compuesta principalmente por el barrón, y en las zonas más centrales (que son más propensas a las inundaciones) abundan plantas adaptadas a medios salinos (halófitas).

## Fauna
Aquí abundan la víbora hocicuda, culebras, el lagarto ocelado, el eslizón tridáctilo y el sapo corredor en cuanto a anfibios y reptiles. En cuanto a los mamíferos, el erizo moruno, las musarañas, zorros, conejos y liebres. Además del lirón careto, el topillo, el tejón, el murciélago, el jabalí.
Una gran cantidad de insectos forman parte de este fauna. También veremos aquí a la lagartija colirroja, las salamanquesas, lagartos y ranas y la culebra de herradura. Además los insectos sirven de alimento al camaleón común también llamado camaleón mediterráneo. Por último la inmensa fauna marina propia del parque natural. La mayor concentración de peces la encontraremos en las praderas de posidonia que se encuentran a una milla, aproximadamente, de la orilla y a cierta profundidad, por lo que necesitaríamos equipo específico para llegar.

## Nudismo
Es habitual encontrar bañistas naturistas que practican el nudismo en la playa, aunque no esté considerada oficialmente una playa nudista, se trata de un espacio donde conviven armoniosamente diferentes maneras de vivir el lazo de unión con la naturaleza. Los bañistas naturistas suelen concentrarse en la zona norte de la playa y al principio de la zona sur. Por el centro de la playa habitualmente se suelen encontrar personas con ropa.

## Galería

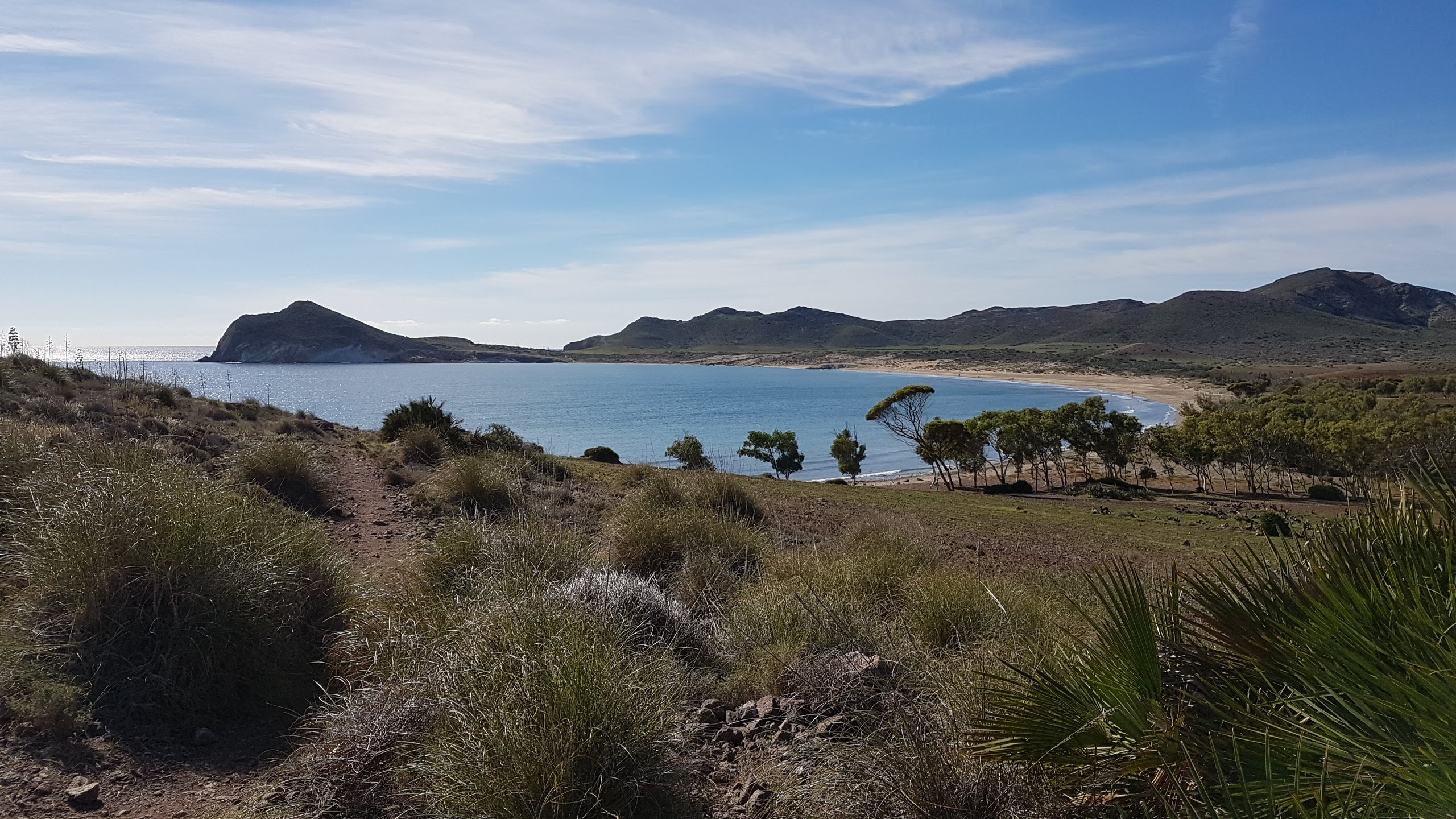
Panorama.
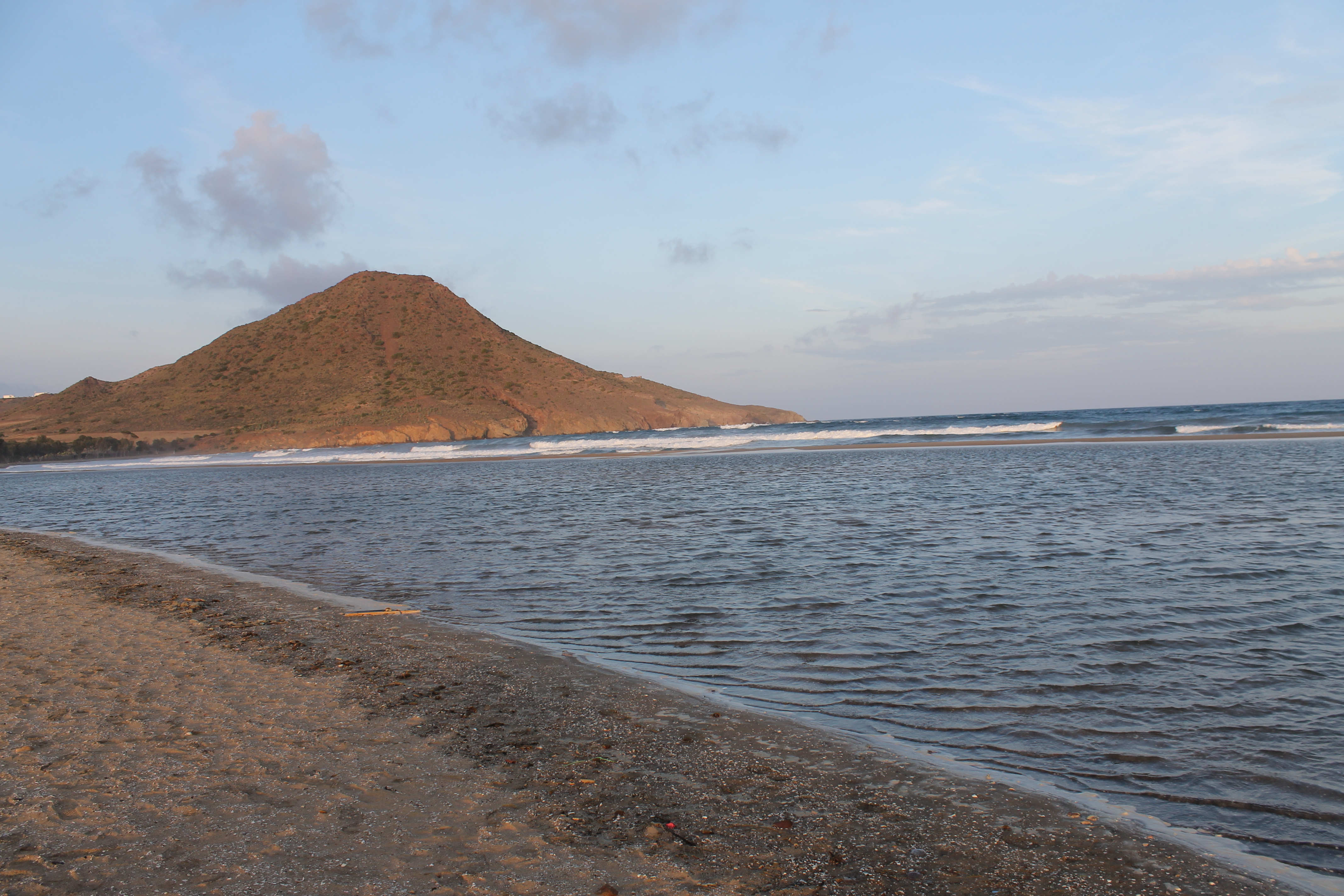
Cerro del Ave María.
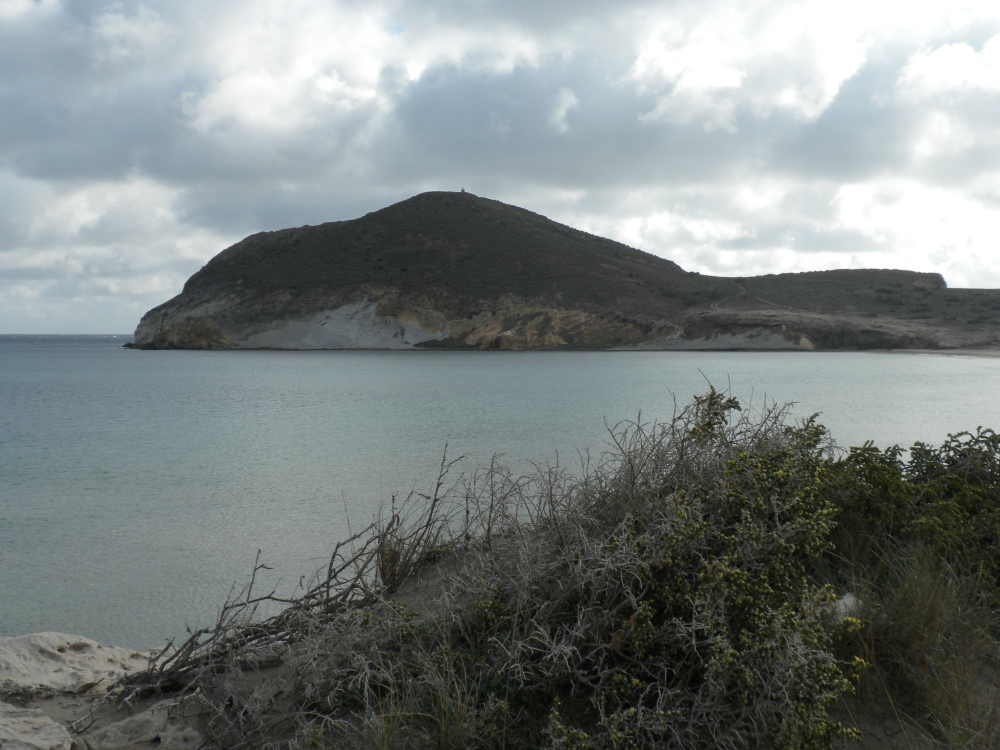
Morrón de los Genoveses.